# Colfax, Louisiana
Colfax är administrativ huvudort i Grant Parish i Louisiana. Orten har fått sitt namn efter politikern Schuyler Colfax. Vid 2010 års folkräkning hade Colfax 1 558 invånare.